# Cleptelmis addenda
Cleptelmis addenda is een keversoort uit de familie beekkevers (Elmidae). De wetenschappelijke naam van de soort werd in 1907 gepubliceerd door Henry Clinton Fall.